# Бород (комуна)
Бород (рум. Borod) — комуна у повіті Біхор в Румунії. До складу комуни входять такі села (дані про населення за 2002 рік):
- Бород (1426 осіб) — адміністративний центр комуни
- Борозел (652 особи)
- Валя-Маре-де-Кріш (511 осіб)
- Корніцел (585 осіб)
- Четя (311 осіб)
- Шерань (688 осіб)

Комуна розташована на відстані 392 км на північний захід від Бухареста, 53 км на схід від Ораді, 78 км на захід від Клуж-Напоки.

## Населення
За даними перепису населення 2002 року у комуні проживали 4173 особи.
Національний склад населення комуни:
| Національність | Кількість осіб | Відсоток |
| -------------- | -------------- | -------- |
| румуни         | 3457           | 82,8%    |
| словаки        | 500            | 12,0%    |
| цигани         | 190            | 4,6%     |
| угорці         | 22             | 0,5%     |
| німці          | 2              | < 0,1%   |
| греки          | 1              | < 0,1%   |

Рідною мовою назвали:
| Мова      | Кількість осіб | Відсоток |
| --------- | -------------- | -------- |
| румунська | 3612           | 86,6%    |
| словацька | 498            | 11,9%    |
| циганська | 41             | 1,0%     |
| угорська  | 19             | 0,5%     |
| німецька  | 1              | < 0,1%   |
| грецька   | 1              | < 0,1%   |

Склад населення комуни за віросповіданням:
| Релігія                                       | Кількість осіб | Відсоток |
| --------------------------------------------- | -------------- | -------- |
| православні                                   | 3153           | 75,6%    |
| римо-католики                                 | 523            | 12,5%    |
| п'ятдесятники                                 | 351            | 8,4%     |
| греко-католики                                | 85             | 2,0%     |
| баптисти                                      | 46             | 1,1%     |
| реформати                                     | 8              | 0,2%     |
| старообрядці                                  | 6              | 0,1%     |
| лютерани (Синодально-пресвітеріанська церква) | 1              | < 0,1%   |